# 天主教印度尼西亞軍中教長區
天主教印度尼西亞軍中教長區（拉丁語：Ordinariatus Castrensis Indonesia）是印度尼西亞一個天主教的軍中教長區，直屬聖座，負責牧養信奉天主教的印度尼西亞軍人及其家眷。
1949年12月25日成立軍中代牧區，1986年7月21日被升為教長區。1999年有九名司鐸。現任教長為伊納休斯·蘇哈約·海德約阿莫迪約。